# Predrag Finci
Predrag Finci (Sarajevo, 5 agosto 1946) è un filosofo e scrittore jugoslavo oggi di cittadinanza croata e bosniaca, dal 1993 residente a Londra.
Il suo lavoro è noto per la sua combinazione di erudizione, intuizioni filosofiche ed estetiche e esperienza personale.
Finci scrive ampiamente nella sua lingua madre e anche in inglese. Un gran numero di articoli e recensioni dei libri di Finci sono stati pubblicati in Bosnia-Erzegovina e Croazia.

## Biografia
Di origine ebraico-sefardita da parte di padre, Predrag Finci ha iniziato la sua carriera come attore. Nel 1968 Finci interpreta il ruolo di Gavrilo Princip nel film Sarajevski atentat, diretto da Fadil Hadžić. Ha continuato i suoi studi di filosofia ed estetica. Ha studiato filosofia all'Università di Sarajevo e all'Université Paris X - Nanterre (con Mikel Dufrenne). È stato ricercatore ospite presso l'Università di Friburgo (con Werner Marx). Ha completato la laurea in ingegneria nel 1977 e il dottorato in filosofia nel 1981. È stato professore di estetica all'Università di Sarajevo fino al 1993 quando, durante la guerra in Bosnia, lasciò Sarajevo per Londra. Ha vissuto lì da allora, e ha lavorato come interprete e scrittore fino alla pensione nel 2011.
È stato visiting fellow all'University College di Londra dal 1999 al 2013. Predrag Finci è membro di Exiled Writers Ink! a Londra. È un membro fondatore del club P.E.N. bosniaco e membro della Società Filosofica Croata (HFD). Ha ricevuto lo Svjetlost Publisher Award nel 1980 e il Veselin Maslesa Publisher Award nel 1986. Nel 2011 ha ricevuto il Science Award per il suo libro Imaginacija alla 23ª Fiera internazionale del libro di Sarajevo.

## Opere
- Govor prepiski (Discourse of Correspondence), Svjetlost, Sarajevo, 1980.
- Umjetnost i iskustvo egzistencije (Art and Experience of Existence), Svjetlost, Sarajevo, 1986.
- Ishodište pitanja (The Source of Question), Glas, Banja Luka, 1987, OCLC 23869495.
- O nekim sporednim stvarima (On Some Secondary Matters), Veselin Maslesa, Sarajevo,1990, ISBN 9788621004249.
- Sarajevski zapisi (Sarajevo’s Notes), Buybook, Sarajevo 2004, ISBN 9789958630323.
- Poetozofski eseji (Poetosophic Essays), Medjunarodni centar za mir, Sarajevo,  2004, ISBN 9789958480430.
- Umjetnost uništenog: estetika, rat i Holokaust (The Arts of the Destroyed. The Arts, the War and the Holocaust), Izdanja Antibarbarus, Zagabria, 2005, ISBN 9532490000.
- Priroda umjetnosti (The Nature of the Arts), Izdanja Antibarbarus, Zagabria, 2006, ISBN 9789532490121.
- Tekst o tuđini (The Text on Exile) illustrated by Mersad Berber, Demetra, Zagabria, 2007 - pubblicato in italiano con il titolo Il popolo del diluvio, Bottega Errante Edizioni, 2018, ISBN 9788899368272.
- Djelo i nedjelo: umjetnost, etika i politika (On the Arts, Ethics and Politics), Demetra, Zagabria, 2008, ISBN 9789532250916.
- Imaginacija (Imagination), Zagabria, Izdanja Antibarbarus, 2009, ISBN 9789532490916.
- Osobno kao tekst, (Personal as Text), Izdanja Antibarbarus, Zagabria, 2011, ISBN 9789532491081.
- Applause, and then Silence, with an Introduction by Moris Farhi, Style Writers Now, 2012, ISBN 9781476487908.
- Why I Killed Franz Ferdinand and Other Essays, con introduzione di Cathi Unsworth, Style Writers Now, 2014, ISBN 9781310175367.
- Čitatelj Hegelove estetike (A Reader of Hegel's Aesthetics), Naklada Breza, Zagabria, 2014, ISBN 9789537036867.
- Estetska terminologija (Terminology of Aesthetics), Izdanja Antibarbarus, Zagabria, 2014, ISBN 9789532491418.
- O kolodvoru i putniku (About Stations and Travellers), Motrišta, Mostar, 2013, ISSN 1512-5475; IK Rabic, Sarajevo 2015, ISBN 978-9958-33-101-5. Pubblicato in ebraico, Carmelph.co.il, 2019, ISBN 9789655409055
- Kratka, a tužna povijest uma (A Short But Sad History of Mind), IKB Rabic, Sarajevo, 2016, ISBN 9789926428037.
- Elektronička špilja (The Electronic Cave), Art Rabic, Sarajevo, 2017, ISBN 9789926428211.
- O književnosti i piscima (Of Literature and Writers), Art Rabic, Sarajevo, 2018, ISBN 978-9926-428-50-1.
- Korist filozofije (Usefulness of Philosophy), Izdanja Antibarbarus, Zagabria, 2017, ISBN 9789532491760.
- Ukratko (In Short), Factum Izdavastvo, Belgrado, 2018, ISBN 9788680254128.
- Misterij, iza svega(Mystery Beyond Everything), Factum Izdavastvo, Belgrado, 2019, ISBN 9788680254197.
- Zapisi veselog filozofa. Slikovni zapisi u knjizi: Amela Hadžimejlić, (Notes of the Merry Philosopher. Visual comments by Amela Hadžimejlić), Art Rabic, Sarajevo 2019, ISBN 978-9926-428-64-8 .
- Prvo, bitno (Prime, Essential) Factum izdavaštvo, Belgrado/ Jesenski and Turk, Zagabria 2020, ISBN 9788680254388